# Ruda-Bugaj
Ruda-Bugaj – wieś w Polsce położona w województwie łódzkim, w powiecie zgierskim, w gminie Aleksandrów Łódzki.

## Historia
Powstała prawdopodobnie w 2 połowie XIV wieku jako kolonia Ruda. Pierwsza wzmianka w źródłach pisanych o tej wsi pochodzi z 1444 r. W końcu XVIII wieku (od 1782 r.) była wraz z sąsiednią wsią Brużyca Wielka głównym w okolicy skupiskiem kolonistów z Niemiec wyznania ewangelickiego, którzy pod kierunkiem pastora Fryderyka Tuve w 1799 r. zbudowali tu drewniany zbór. Straciła znaczenie po założeniu miasta Aleksandrów Łódzki.
W latach 1975–1998 miejscowość administracyjnie należała do ówczesnego województwa łódzkiego.
Od października 2014 trwa spór mieszkańców Rudy Bugaj z władzami samorządowymi. Spór dotyczy utworzenia w pobliżu szkoły podstawowej i zabudowań schroniska dla zwierząt, które w ocenie mieszkańców negatywnie wpłynie na komfort życia. Decyzja dotycząca budowy schroniska w tej lokalizacji zapadła bez porozumienia z mieszkańcami wsi. We wsi działa Szkoła Podstawowa z oddziałami integracyjnymi im. Janusza Korczaka w Rudzie-Bugaj.